# Кру (Француска)
Кру (фр. Crouy) је насељено место у Француској у региону Пикардија, у департману Ен (Пикардија).
По подацима из 2011. године у општини је живело 2708 становника, а густина насељености је износила 260,89 становника/km².

## Демографија
| 1962. | 1968. | 1975. | 1982. | 1990. | 2011. |
| ----- | ----- | ----- | ----- | ----- | ----- |
| 2.781 | 3.031 | 3.058 | 2.960 | 2.819 | 2.708 |